# Pawhuska
Pawhuska település az Amerikai Egyesült Államok Oklahoma államában, Osage megyében, melynek megyeszékhelye is. Lakosainak száma 2984 fő (2020. április 1.).

## Népesség
A település népességének változása:

| 2010 | 3 584 |
| 2020 | 2 984 |